# Nelle steppe dell'Asia centrale
Nelle steppe dell'Asia centrale (russo: В средней Азии, V srednyeĭ Azii, letteralmente Nell'Asia centrale) è un poema sinfonico di Aleksandr Porfir'evič Borodin, composto nel 1880.

## Storia della composizione

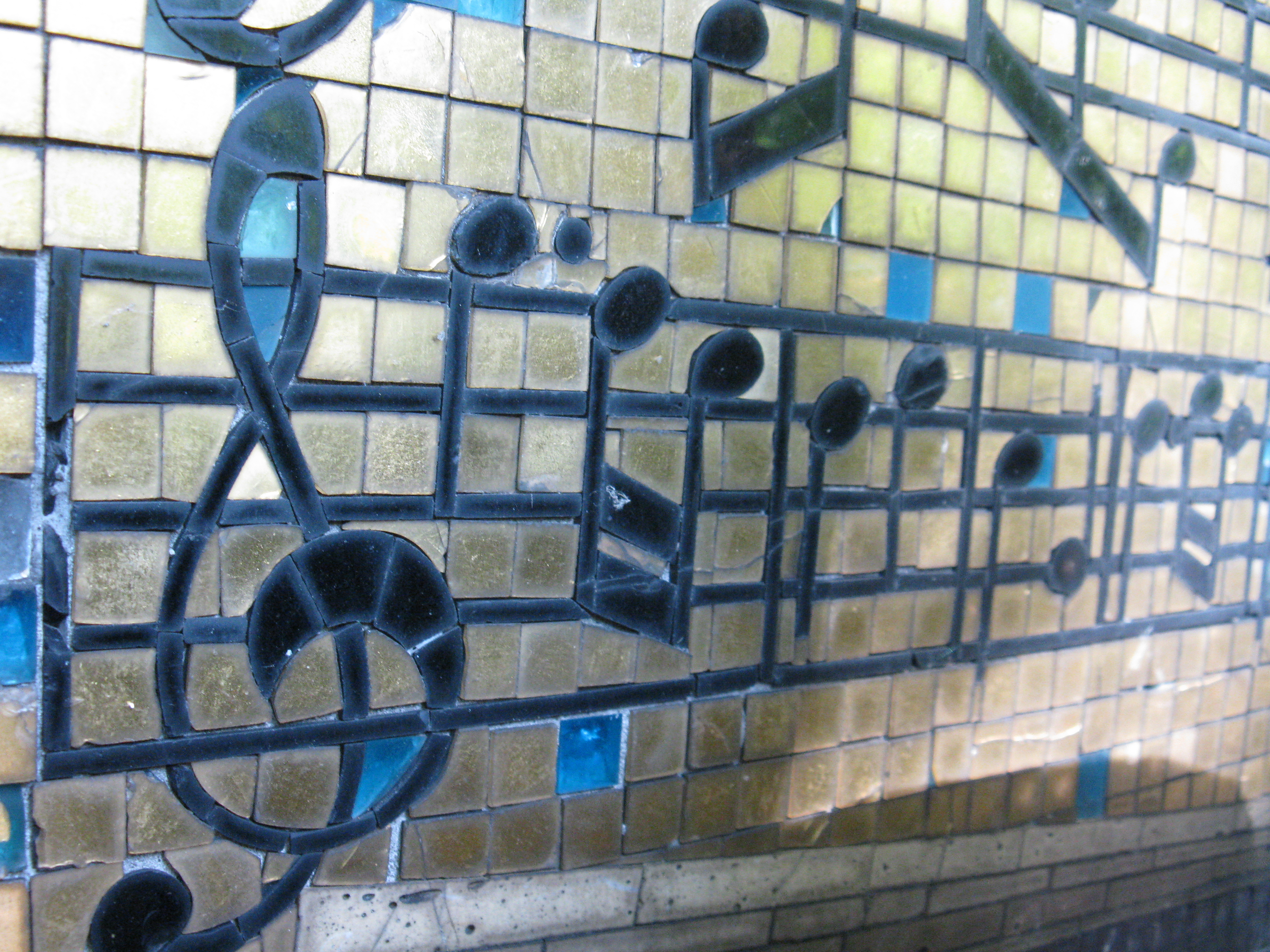
Il "tema russo" illustrato sulla tomba di Borodin al Cimitero Tichvin

Il lavoro fu commissionato a Borodin nel 1879 ed era stato pensato per essere uno dei cosiddetti dodici tableaux vivants per celebrare il giubileo d'argento dello zar Alessandro II, che aveva fatto molto per espandere l'Impero russo verso est. Il progetto non venne portato a termine, a causa del tentativo di assassinare lo zar, avvenuto nel mese di febbraio di quell'anno nel Palazzo d'inverno. La prima esecuzione pubblica del poema sinfonico avvenne l'8 aprile 1880 a San Pietroburgo nel teatro del Palazzo d'Inverno, da parte dell'orchestra dell'Opera Russa diretta da Nikolaj Rimskij-Korsakov. Quando l'anno seguente Borodin si recò a Weimar per incontrare Franz Liszt, gli fece ascoltare il poema; il musicista ungherese rimase così colpito dalla composizione che ne volle fare una trascrizione per pianoforte a quattro mani; per l'autore fu istintivo apporre la dedica del lavoro a Liszt. Il brano fu, ed è tuttora, ben accolto nelle sale da concerto.

## Analisi
Il poema è il lavoro orchestrale più breve di Borodin ed ha una struttura molto semplice; presenta due situazioni contraddistinte da due temi caratteristici. Una carovana di Asiatici della zona del Caucaso attraversa una steppa desertica scortata da un plotone di soldati russi. Il tema d'apertura, che inizia dopo l'ingresso dei violini (che eseguono un pedale di mi nel registro acuto) rappresenta i Russi, e si propone in due tonalità: la maggiore (clarinetto) e do maggiore (corno). Il convoglio di indigeni si allontana al suono di una melodia dal carattere orientaleggiante e fortemente cromatica sostenuta dal corno inglese; questa seconda melodia rappresenta gli Asiatici. Queste due melodie sono in seguito sovrapposte contrappuntisticamente; a fare da collegamento tra i due temi etnici vi è un tema del viaggio, eseguito dagli archi in pizzicato, che Borodin prende in prestito dal primo episodio sul Faust di Lenau di Liszt, un primo omaggio al compositore che sosteneva ed incoraggiava sempre il musicista. Il pizzicato su corde basse e alte rappresenta il rumore degli zoccoli dei cavalli e dei cammelli. Alla fine si sente solo il tema russo eseguito dal flauto in pianissimo, che conclude il brano nella tonalità di la maggiore.
Il tema asiatico è stato utilizzato nel 1953 per The Sands of Time, la prima canzone del musical di Broadway Kismet.